# Шубравська Марія Митрофанівна
Марія Митрофанівна Шубравська (до шлюбу — Олійник; 28 серпня 1933, Кам'янське — 18 лютого 1994, Київ) — українська фольклористка. Дослідниця українських народних та весільних пісень, народних обрядів, а також життя та творчості Д. Яворницького.

## Біографія
Народилася в місті Кам'янське в сім'ї робітника. У 1956 році закінчила з відзнакою Дніпропетровський університет (українське відділення філологічного факультету), навчалася в аспірантурі 1958—1961 на кафедрі української літератури.
Кандидат філологічних наук з 1971 року. 1972 у видавництві «Наукова думка» вийшла її монографія «Д. І. Яворницький. Життя, фольклористично-етнографічна діяльність» (254 с.), яка й досі залишається авторитетним і вагомим дослідженням постаті й творчості історика, етнограДфа, фольклориста. Вивчати життя й творчість Д. І. Яворницького порадив дослідниці Олександр Білецький. Оскільки на той час ще були живі ті, хто знали особисто Д. І. Яворницького, М. М. Шубравська змогла зібрати великий фактичний матеріал про вченого.

Могила Марії Шубравської та її чоловіка, Байкове кладовище

З 1963 року і до кінця життя Марія Шубравська працювала молодшим, потім старшим (з 1976) науковим співробітником відділу фольклористики Інституту мистецтвознавства, фольклористики та етнології ім. М. Т. Рильського Національної академії наук України.
Займалася вивченням і виданням української весільної обрядовості, упорядкувала, подала примітки і коментарі, передмови до видань описів українського весілля, у двох книгах (1970 рік), українських весільних пісень з нотами, у двох книгах (1982), упорядкувала також однотомне видання весільних пісень (1988). У 1983—1987 роках опублікувала ряд статей про народні обряди у творчості Т. Шевченка. Велику увагу приділяла дослідженню творчої особистості, зокрема фольклористичної діяльності Д. І. Яворницького, виданню його спадщини, інтерес до творчої постаті вченого пронесла крізь усе життя.
Записувала народні пісні у Київській, Дніпропетровській, Вінницькій області, збиралася видавати збірники, але не встигла. 
Померла після хвороби у 60-річному віці 18 лютого 1994 року. Похована разом з чоловіком, Василем Шубравським, на Байковому кладовищі (ділянка № 49а, 50°25′1.17″ пн. ш. 30°30′5.18″ сх. д. / 50.4169917° пн. ш. 30.5014389° сх. д.).

## Праці
1. Весілля. У 2 кн. / упоряд., прим. М. М. Шубравської, упоряд. нотного мат. О. А. Правдюк. — К.: Наукова думка, 1970. — Кн. 1. — 454 с.; Кн. 2. — 479 с.
2. Шубравська М. М. Д. І. Яворницький. Життя, фольклористично-етнографічна діяльність. — К.: Наукова думка, 1972. — 254 с.
3. Весільні пісні. У 2 кн. / упоряд., прим., передм. М. М. Шубравської. — К.: Наукова думка, 1982. — Кн. 1.: Полісся, Наддніпрянщина, Слобожанщина, Степова Україна. Нотний матеріал упорядкував А. І. Іваницький. — 871 с.; Кн. 2.: Волинь, Поділля, Буковина, Прикарпаття, Закарпаття. Нотний матеріал упорядкувала Н. А. Бучель. — 679 с.
4. Шубравська М. Народні обряди в творчості Шевченка // Збірник праць XXV наукової Шевченківської конференції. — К., 1983. — С. 97–126.
5. Шубравська М. Весільні обряди у творчості Т. Г. Шевченка. Гаптування рушників і сватання // Народна творчість та етнографія. — 1983. — № 2. — С. 42–49.
6. Шубравська М. Весільні пісні у творчості Т. Г. Шевченка //Народна творчість та етнографія. — 1984. — № 2. — С. 11–19.
7. Шубравська М. Обрядова поезія у творчості Шевченка та в його записах // Збірник праць XXVI наукової Шевченківської конференції.— К., 1985. — С.225–252.
8. Шубравська М. Народні пісні в записах Д. І. Яворницького // Народна творчість та етнографія. — 1986. — № 1. — С. 27–32.
9. Шубравська М. Поема Т. Г. Шевченка «Петрусь» і народна балада про Петруся // Народна творчість та етнографія. — 1987. — № 2. — С. 34–45.
10. Весільні пісні. Упоряд., прим., вступ. ст. М. М. Шубравської. — К.: Дніпро, 1988. — 476 с.
11. Українські народні пісні, наспівані Д. Яворницьким. Пісні та думи з архіву вченого / упоряд., вступ. ст., прим. та комент. М. М. Олійник-Шубравської. Упоряд. нотного мат. О. В. Шевчук. — К.: Музична Україна, 1990. — 454 с.
12. Запорожжя в залишках старовини і переказах народу / упоряд., передм. М. М. Олійник-Шубравської. — К., 1995. — 448 с.